# الفيروسات المرتبطة بالفيروسات الغدية
الفيروس المرتبط بالفيروس الغدي (بالإنجليزية: adeno-associated virus)‏
هي فيروسات صغيرة تصيب البشر وبعض أنواع الرئيسيات الأخرى. وهي تنتمي إلى جنس Dependoparvovirus، الذي ينتمي بدوره إلى عائلة Parvoviridae. وهي فيروسات صغيرة (20 نانومتر) وغير مغلفة ولديها جينوم DNA أحادي الجديلة (ssDNA) خطي بطول حوالي 4.8 كيلو قاعدة اساس (kb).
حاليًالايعتقد أن فيروس AAV يسبب المرض ولكن تسبب استجابة مناعية معتدلة جدًا. ميزات الفيروس المرتبط بالفيروس الغدي (AAV) يجعله اختيارأ جيداً كناقل فيروسي في العلاج الجيني. يمكن أن يؤدي استخدام AAV إلى إصابة كل من الخلايا المنقسمة وغير المنقسمة دون الاندماج في جينوم الخلية المضيفة، على الرغم من حدوث اندماج الجينات المنقولة بالفيروس الاصلي في جينوم المضيف. أظهرت التجارب السريرية البشرية الحديثة باستخدام AAV للعلاج الجيني في شبكية العين نتائج واعدة.

## ميزات الفيروس
- صغير جدا يحتوي جينومه ssDNA فقط جينين.
- ولا يملك القدرة على التضاعف وحده الا بوجود انتان مرافق ب adeno virus
- ليس معروفا ارتباطه بأي مرض
- ويمكن أن ينتقل للخلايا الغير المنقسمة
- يعبر على مدى طويل عن الجين المدخل.